# Steven John Raica

Wappen von Steven John Raica als Bischof von Birmingham

Wappen von Steven John Raica als Bischof von Gaylord

Steven John Raica (* 8. November 1952 in Munising, Michigan) ist ein US-amerikanischer Geistlicher und römisch-katholischer Bischof von Birmingham.

## Leben
Steven John Raica studierte zunächst Mathematik an der Michigan State University. Ab 1973 studierte er am Provinzseminar in Plymouth. Anschließend erwarb er an der University of Detroit den Master of Arts. Am 14. Oktober 1978 empfing er durch Bischof Kenneth Joseph Povish das Sakrament der Priesterweihe für das Bistum Lansing.
Neben Aufgaben in der Pfarrseelsorge war er von 1978 bis 1985 Gehörlosenseelsorger. Nach weiteren Studien erwarb er an der Päpstlichen Universität Gregoriana das Lizenziat im Fach Kanonisches Recht und wurde 1996 promoviert. Von 1991 bis 1993 und von 1996 bis 1999 war er als Diözesanrichter tätig. Von 1997 bis 1998 war er Generalvikar im Bistum Lansing. 1998 wurde er zum Päpstlichen Ehrenprälaten ernannt.
Von 1999 bis 2005 war er in Rom, wo er unter anderem Superior der Casa Santa Maria des Päpstlichen Nordamerika-Kollegs war. Nach seiner Rückkehr war er cancellarius curiae im Bistum Lansing.
Am 27. Juni 2014 ernannte ihn Papst Franziskus zum Bischof von Gaylord. Die Bischofsweihe spendete ihm der Erzbischof von Detroit am 28. August desselben Jahres. Mitkonsekratoren waren der Altbischof von Lansing, Carl Frederick Mengeling, und sein Vorgänger Bernard Hebda, Koadjutorerzbischof von Newark.
Am 25. März 2020 ernannte ihn Papst Franziskus zum Bischof von Birmingham. Die Amtseinführung erfolgte am 23. Juni desselben Jahres.